# Ayreonauts Only
Ayreonauts Only to album kompilacyjny zawierający utwory Ayreon wydany w 2000 roku. Jak sam tytuł wskazuje, album jest głównie skierowany do fanów twórczości Arjena Lucassena i zawiera niepublikowane dotąd utwory, oraz znane już utwory w nowych aranżacjach. Ostatni utwór na płycie był zapowiedzią nadchodzącego projektu Arjena: Ambeon.

## Lista utworów
1. "Into the Black Hole" (Wokal: Lana Lane i Damian Wilson)– 10:45
2. "Out of the White Hole" (Wokal: Robert Soeterboek z Cotton Soeterboek Band) – 7:11
3. "Through the Wormhole" (Wokal Ian Parry z Elegy) – 6:13
4. "Carpe Diem (Chaos)" – 4:14
5. "Temple of the Cat" (Wersja akustyczna, wokal: Astrid van der Veen z Ambeon) – 3:07
6. "Original Hippie's Amazing Trip" (Wokal: Tuesday Child) – 6:35
7. "Beyond the Last Horizon" (Wersja nagrana w 2000 roku, wokal: Gary Hughes z Ten) – 5:31
8. "The Charm of the Seer" (Wokal: Arjen Lucassen) – 2:31
9. "Eyes of Time" (Wokal: Leon Goewie z Vengeance) – 5:10
10. "Nature's Dance" – 2:34
11. Ambeon: "Cold Metal" (Perkusja: Stephen van Haestregt z Within Temptaion) – 7:09